# 罗米耶
罗米耶（法語：Romillé，法語發音：[ʁɔmije]）是法国伊勒-维莱讷省的一个市镇，位于该省西部偏北，属于雷恩区和雷恩都会区，其市镇面积为28.67平方公里，2022年1月1日时人口数量为4154人。
罗米耶是雷恩都会区的组成部分，位于雷恩市区西北大约20公里，是雷恩的一个远郊卫星城。

## 行政
罗米耶的邮政编码为35850，INSEE市镇编码为35245。当地居民被称为。

## 地理

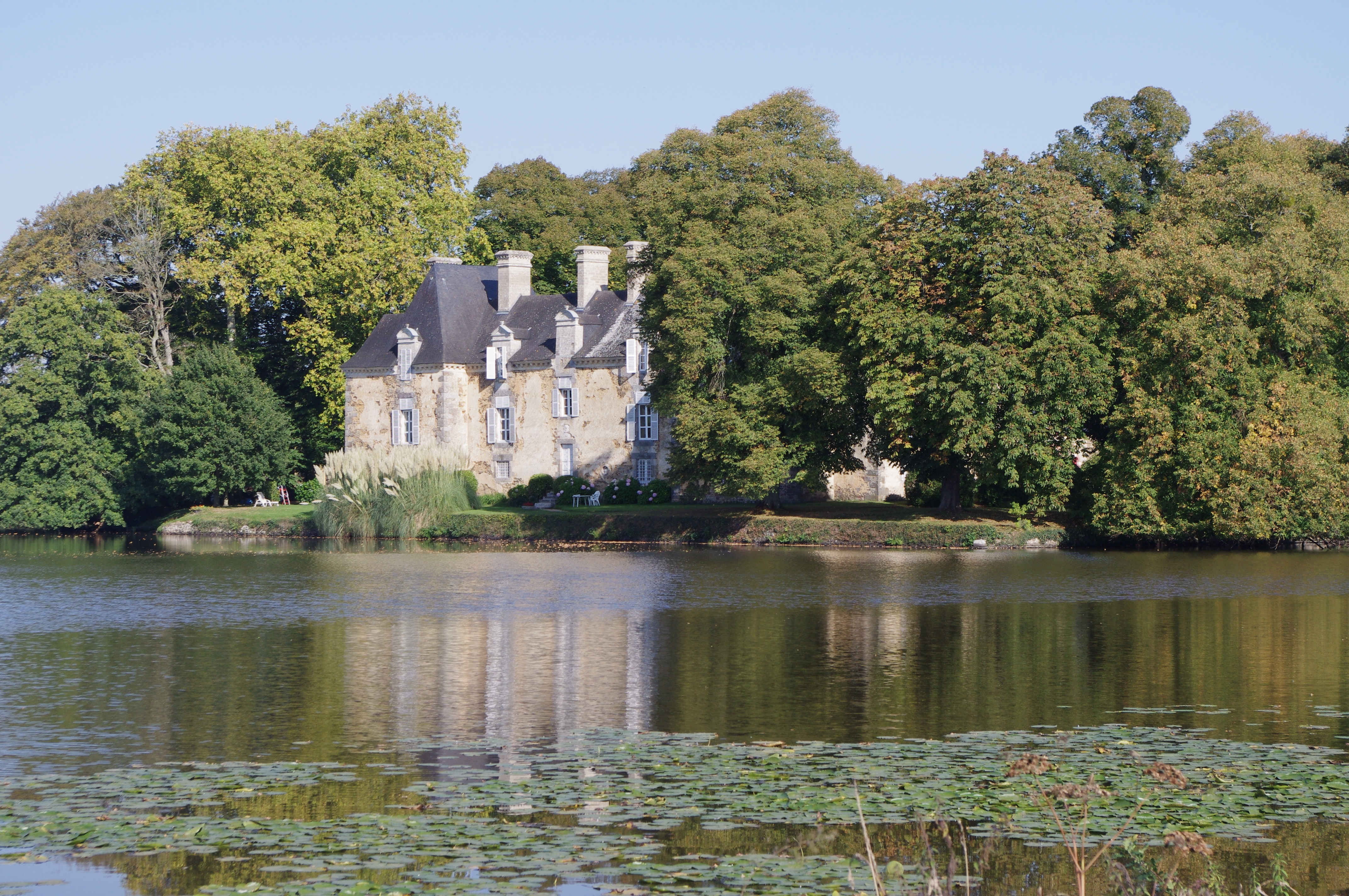
罗米耶境内的佩罗奈城堡

罗米耶（48°12'57"N, 1°53'31"W）位于法国西北部，布列塔尼大区东部和伊勒-维莱讷省西部偏北，距离省会雷恩大约20公里。
与罗米耶接壤的市镇包括：拉沙佩勒绍塞、贝代、热沃泽、伊罗杜埃、朗冈、米尼亚克-苏贝什雷勒、布列塔尼地区帕尔特奈、普勒姆勒克。
罗米耶境内地势平坦，海拔在60至142米之间。
按照柯本气候分类法，罗米耶属于较为典型的温带海洋性气候，全年温差较小，降水分布均匀。

## 交通
伊勒-维莱讷省省道D21线、D25线、D28线和D68线在罗米耶镇中心境内交汇。雷恩公交81路和82路经过罗米耶境内并设有站点。

## 政治
现任罗米耶市长为亨利·多塞先生（Henri Daucé），他是左翼无党派人士。

## 人口
| 年份   | 1936  | 1946  | 1954  | 1962  | 1968  | 1975  | 1982  | 1990  | 1999  | 2006  | 2007  | 2012  | 2018  |
| ------ | ----- | ----- | ----- | ----- | ----- | ----- | ----- | ----- | ----- | ----- | ----- | ----- | ----- |
| 人口數 | 1,895 | 1,934 | 1,739 | 1,753 | 1,787 | 1,743 | 2,183 | 2,439 | 2,688 | 3,240 | 3,319 | 3,709 | 3,942 |

## 历史遗产
位于罗米耶境内的佩罗奈城堡是法国国家文物保护单位